# Emulsió

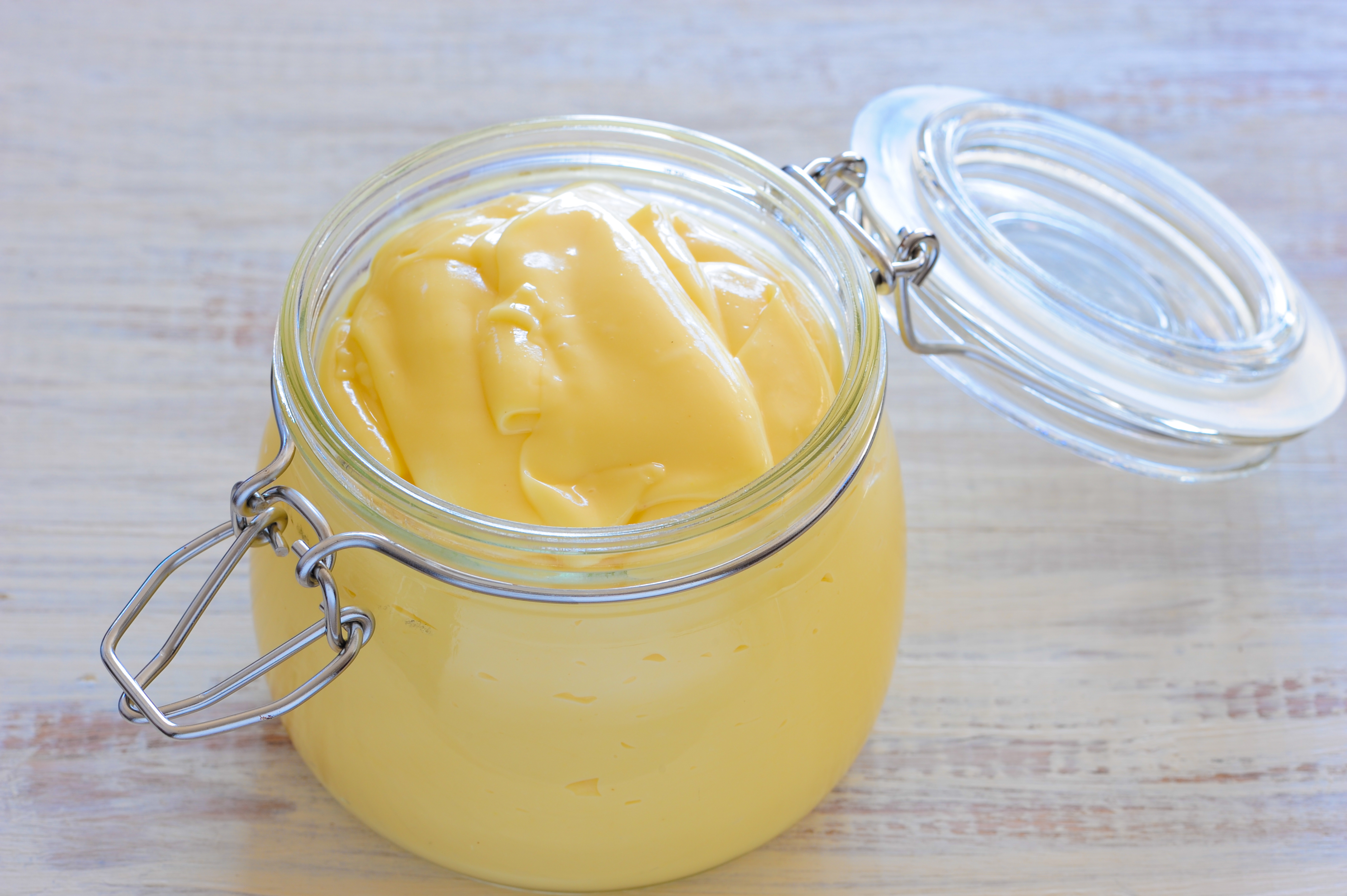
La maionesa és una emulsió.

Una emulsió és un tipus de col·loide que consisteix en una dispersió estable d’un líquid (fase dispersa) en un altre de no miscible amb el primer (fase dispersant). Exemples d'emulsions són la llet, formada per minúscules gotes de greix disperses dins d'aigua; i la mantega que, a diferència de la llet, està formada per gotetes d'aigua disperses en el greix.
Amdues fases poden ser líquids purs, però més generalment són dissolucions que poden contenir diferents soluts. També poden ser emulsions, donant lloc a emulsions múltiples.
Les emulsions donen lloc a l'efecte Tyndall, la dispersió d'un raig de llum quan les travessa; també si les partícules no són massa grosses, presenten moviment brownià, moviment de les partícules en totes direccions i xocs entre elles; també electroforesi, transport de les partícules dins d'un camp elèctric; coagulació, entre d'altres.
Les emulsions són molt emprades en la indústria alimentària (llet, maionesa, nata, salses…), en la indústria farmacèutica (medicaments administrats oralment, pomades…) i en la indústria cosmètica (cremes i locions cosmètiques i dermatològiques, dentifricis…).

El mot «emulsió» és una formació culta analògica del llatí científic sobre la base del llatí emulsus, -a, -um, participi de emulgēre ‘munyir’, perquè les primeres eren semblants a la llet.

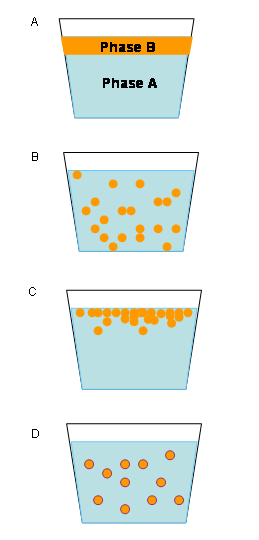
A. Dos líquids immiscibles no emulsionats; B. Una emulsió de la Fase B dispersa en la Fase A; C. L'emulsió inestable, lentament se separa; D. El tensioactiu (línia lila) embolcalla la fase B i estabilitza l'emulsió.

## Classificació

### En funció de les dimensions de les gotetes
La fase dispersa és la fase minoritària i es troba en l'emulsió en forma de minúscules gotes esfèriques. Les característiques físiques de l'emulsió (textura, color, viscositat…) depenen de les dimensions de les gotes de les partícules malgrat que la composició sigui la mateixa. Segons el diàmetre d'aquestes esferes hom les classifica en:
- Macroemulsions: són emulsions el qual diàmetre varia normalment entre 1 i 100 μm (10–6 i 10–4 mm). Són termodinàmicament inestables, però lleugerament estables amb el temps. Són opaques i de color blanquinós o cel pàl·lid. En aquest grup hom hi troba les emulsions habituals emprades en les indústries alimentària, cosmètica, farmacèutica, etc.
- Nanoemulsions: si les gotetes tenen un diàmetre de 20-500 nm. Són termodinàmicament inestables, però el temps per a la separació en fases diferents és molt elevat. Són translúcides.
- Microemulsions: quan les gotetes, o làmines, tenen dimensions que van de 10 a 100 nm. Són termodinàmicament estables i transparents.[3][4]

El nombre de gotetes que hi ha en l'emulsió és inversament proporcional a les dimensions d'aquestes gotetes. Així 1 g d'oli de densitat 920 g/cm³ dispers en aigua presenta unes 260 000 gotetes si les gotetes tenen un diàmetre de 100 μm, unes 2,6×1011 si és d'1 μm i 2,6×1017 si només és de 0,01 μm (10 nm).

### Segons els tipus de fases

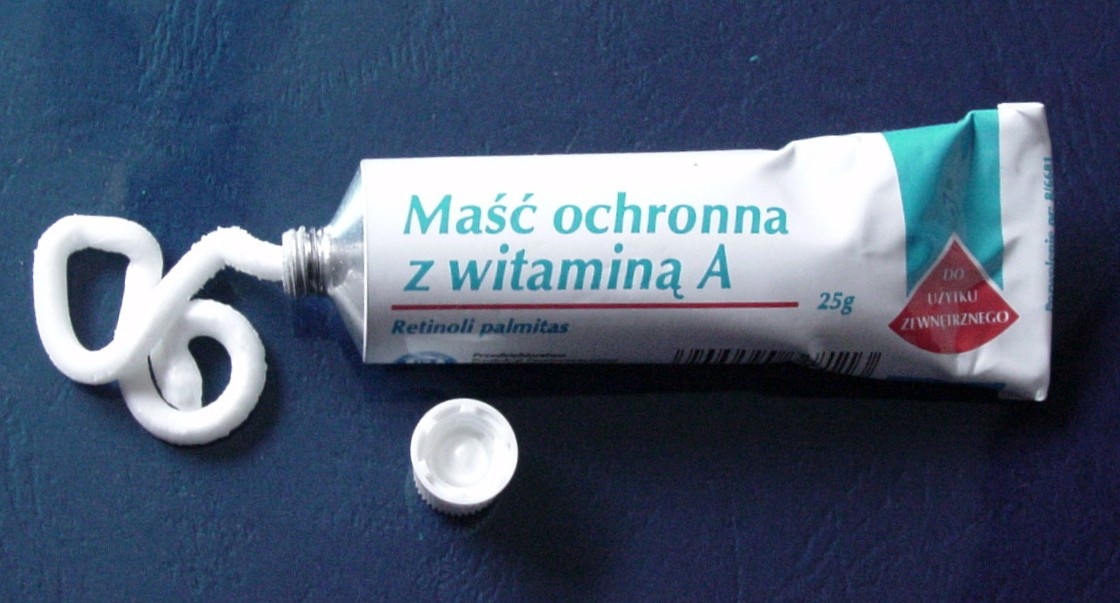
Les pomades són emulsions A/O.

Sovint una de les fases de l'emulsió és aquosa, i l’altra, un oli, per la qual cosa sovint hom classifica les emulsions en:
- emulsions d’oli en aigua (O/A), com ara llet, nata, maionesa, amaniments, begudes, sopes, salses,[5] cremes cosmètiques i farmacèutiques i locions;[6] i
- emulsions d’aigua en oli (A/O) com la margarina, la mantega[5] i les pomades.[6]
- emulsions múltiples, són emulsions dins emulsions, les gotetes són també emulsions. Les més simples són les dobles com O/A/O o A/O/A.

## Processos d'inestabilització
Les emulsions són termodinàmicament inestables i amb el temps tendeixen a separar-se en les fases que la constitueixin. Hi ha diferents processos que tendeixen a inestabilitzar les emulsions:

Procés de sedimentació A. Emulsió ⇒ B. Emulsió amb un poc de sediment ⇒ C Sedimentació completada. 1. Líquid clar; 2. Zona d'emulsió residual; 3. Sediment.

- Coalescència: és la fusió de dues o més gotes amb formació de gotes més grans de forma irreversible, la qual cosa redueix la interfície entre les dues fases. Aquestes agrupacions de gotetes es produeixen quan xoquen a causa del moviment de les gotetes causat per agitació mecànica, agitació tèrmica, moviment brownià, etc.
- Floculació: procés pel qual les partícules d'una dispersió col·loidal tendeixen a unir-se formant grumolls (agregats de partícules) per fenòmens de natura elèctrica (en atreure partícules de signe contrari), per evaporació o per refredament. Les dimensions d'aquests grumolls poden ser prou grans per a comportar una separació de la fase dispersa i la fase dispersant. No es romp la pel·lícula interficial. Contràriament a la coalescència, la floculació és un procés reversible.

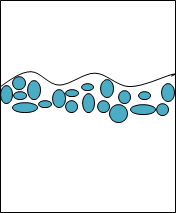
Formació de crema a la part superior de l'emulsió.

- Formació de crema a la part superior de l'emulsió.Sedimentació: a causa de la diferent densitat de les fases les gotes tendeixen a dipositar-se al fons del recipient que conté l'emulsió si són més denses que el líquid de la fase dispersant. S'observa en les emulsions A/O i és un fenomen reversible.

- Formació de crema: la formació de cremes és degut al fet que si les gotes tenen menys densitat que la fase dispersant, per la qual cosa tendeixen a pujar cap a la superfície i separar-se així de l'emulsió. Es produeix en les emulsions O/A i és un fenomen reversible.
- Maduració d'Ostwald: és el fenomen pel qual les gotes més grosses creixen absorbint les més petites que van desapareixent de l'emulsió.[7][8]

## Preparació

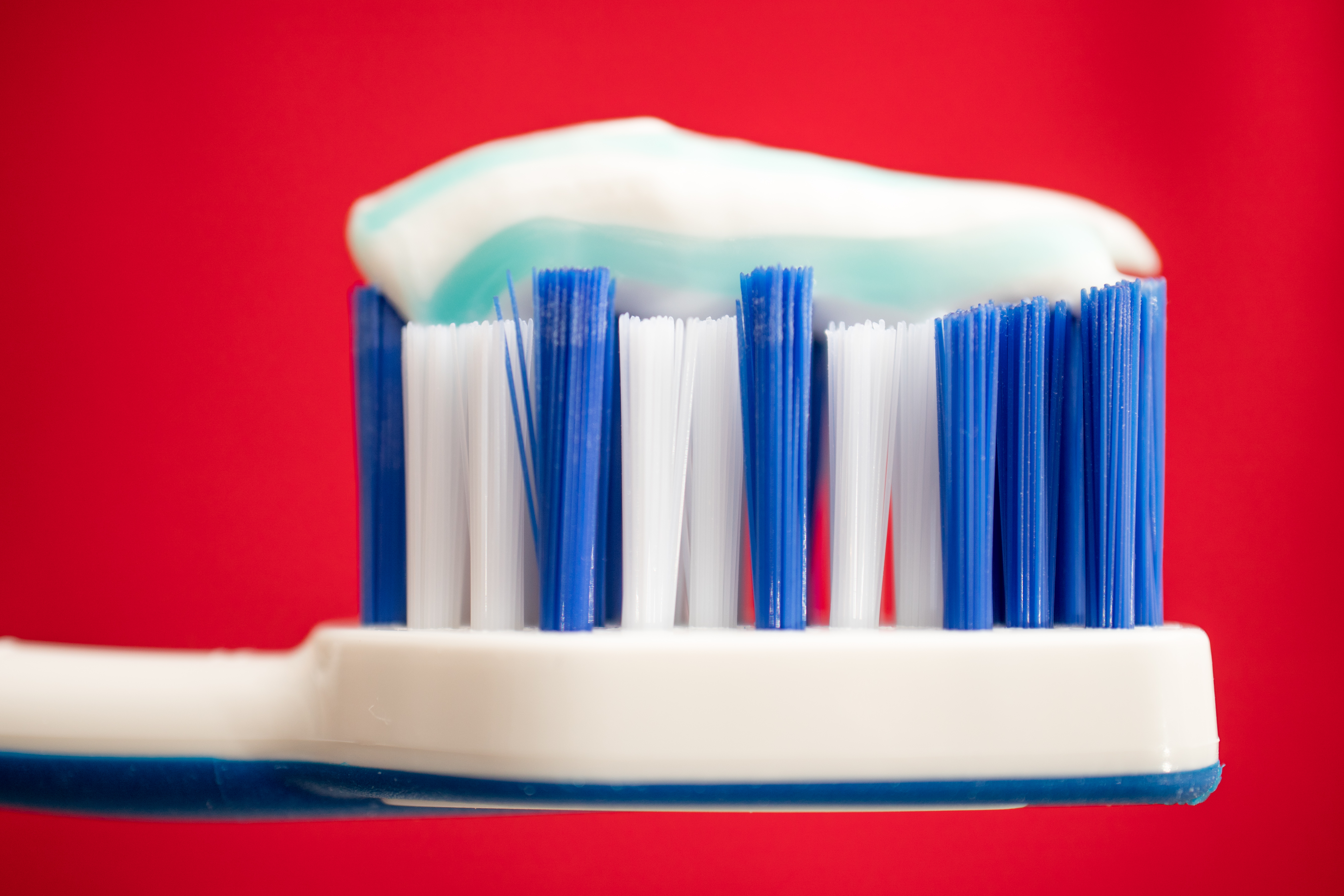
Els dentifricis són emulsions.

L'agitació mecànica és el mètode més senzill per a preparar emulsions de diversos tipus. Generalment, es realitza en un recipient cilíndric on un rotor gira, i la seva forma i disseny generen un patró específic de flux de líquid a l'interior del tanc. Quan s'agiten dos líquids immiscibles de densitats diferents, que posteriorment seran la fase dispersa i la fase contínua de l'emulsió, la interfície que els separa esdevé inestable a causa de les corrents generades pel rotor.
Inicialment, es formen pertorbacions cilíndriques a la fase dispersa, que penetren a la capa de fase contínua i amb el temps es desenvolupen en fils prims, la qual cosa condueix a la divisió dels glòbuls en petites gotes. La desagregació dels glòbuls de fase dispersa en gotes pot ocórrer mitjançant deformació superficial (on es formen gotes a partir d'irregularitats), estirament (generant un cilindre que esdevé dues gotes) i aplanament de la gota (formant un disc que es trenca en múltiples gotes més petites).

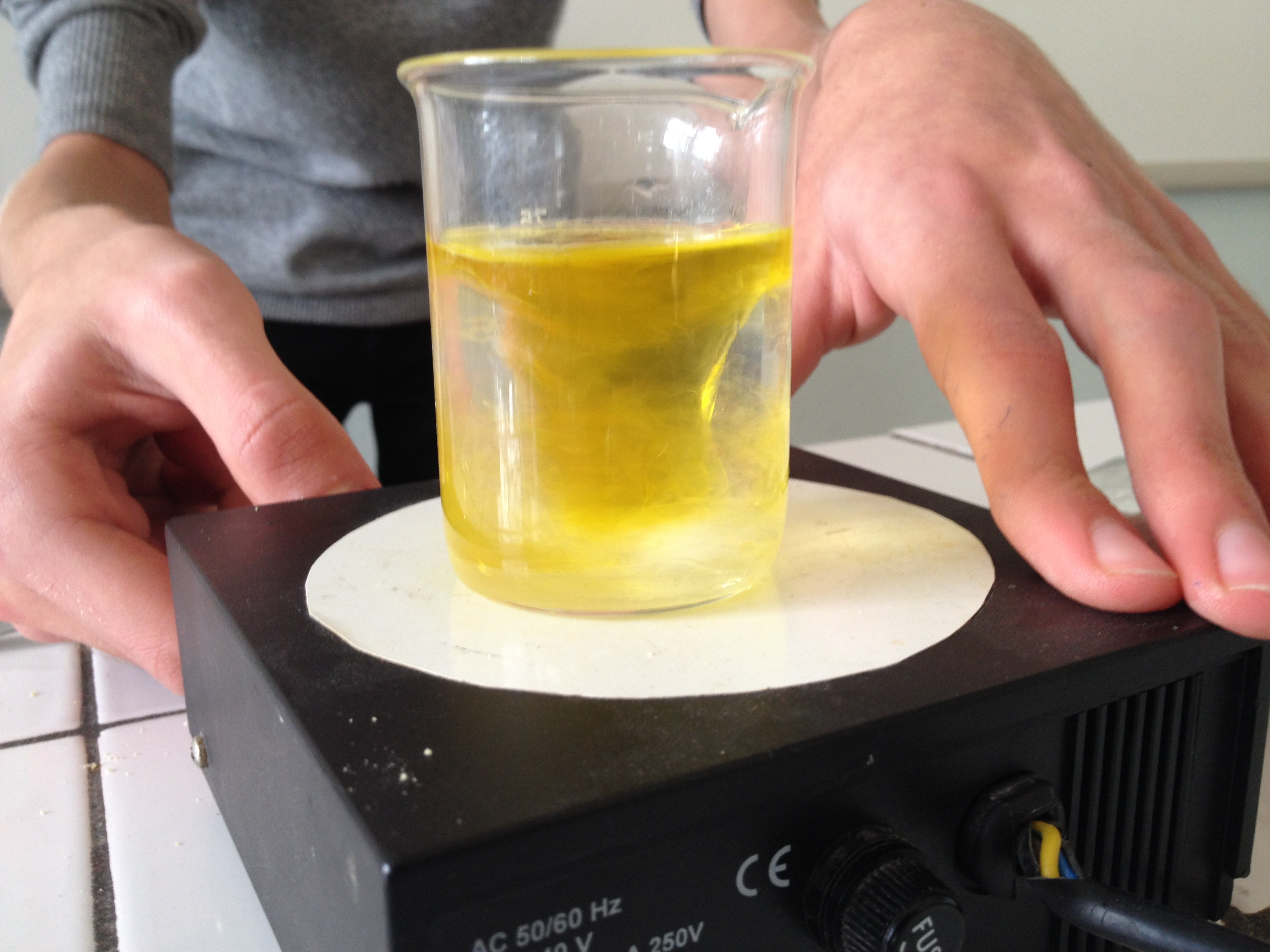
Agitador magnètic produint una emulsió.

Les gotes es deformen a causa de l'esforç tallant, però a causa de la tensió interfacial, les gotes es trenquen per adoptar una forma més compacta. Per tant, la ruptura principal de les gotes ocorre a les àrees amb major esforç tallant, tot i que també pot haver-hi agregació de gotes en fluxos turbulents a causa de col·lisions. Com a resultat d'aquests efectes contraposats, es produeix un estat estacionari on es forma una emulsió amb una mida de gota específica, les característiques de la qual depenen de la naturalesa d'ambdós líquids i de les condicions hidrodinàmiques.

Esquema d'un agitador industrial.

A la indústria, els agitadors tipus rotor-estator són els que produeixen emulsions amb una mida de gota més petita. Aquests agitadors consisteixen en un dispositiu rotatiu (rotor) envoltat per una carcassa estàtica, tots dos amb dents de serra a través dels quals flueix el fluid i es trenquen les gotes de la fase dispersa. La distància entre el rotor i l'estator es pot reduir per augmentar l'esforç tallant i aconseguir gotes més petites.
Quan l'operació es realitza de forma contínua, generalment s'introdueix primer la fase contínua en el tanc i després s'afegeix la fase dispersa. Si la densitat de la fase contínua és més gran, la fase dispersa s'introdueix per la part inferior del tanc per aprofitar la força de flotació. Si la fase dispersa té una major densitat, s'afegeix per la part superior del tanc.
Els mètodes convencionals d'emulsionat (homogeneitzadors d'alta pressió, sistemes rotor-estator, molins col·loidals, ultrasons i microfluiditzadors) es fonamenten en principis mecànics i es basen en l'aplicació d'un esforç tallant elevat que provoca la deformació de la interfície, similar a la descrita mitjançant agitació mecànica. En general, els homogeneitzadors i els molins col·loidals permeten produir emulsions a partir de dispersants ja existents amb gotes grans.
Un mètode més sofisticat per a la preparació d'emulsions consisteix en l'ús d'ultrasons. Els ultrasons són ones amb una freqüència que es troba per damunt del llindar d'audició (15-20 kHz) i, per tant, no són perceptibles per l'oïda humà.

### Emulsionants

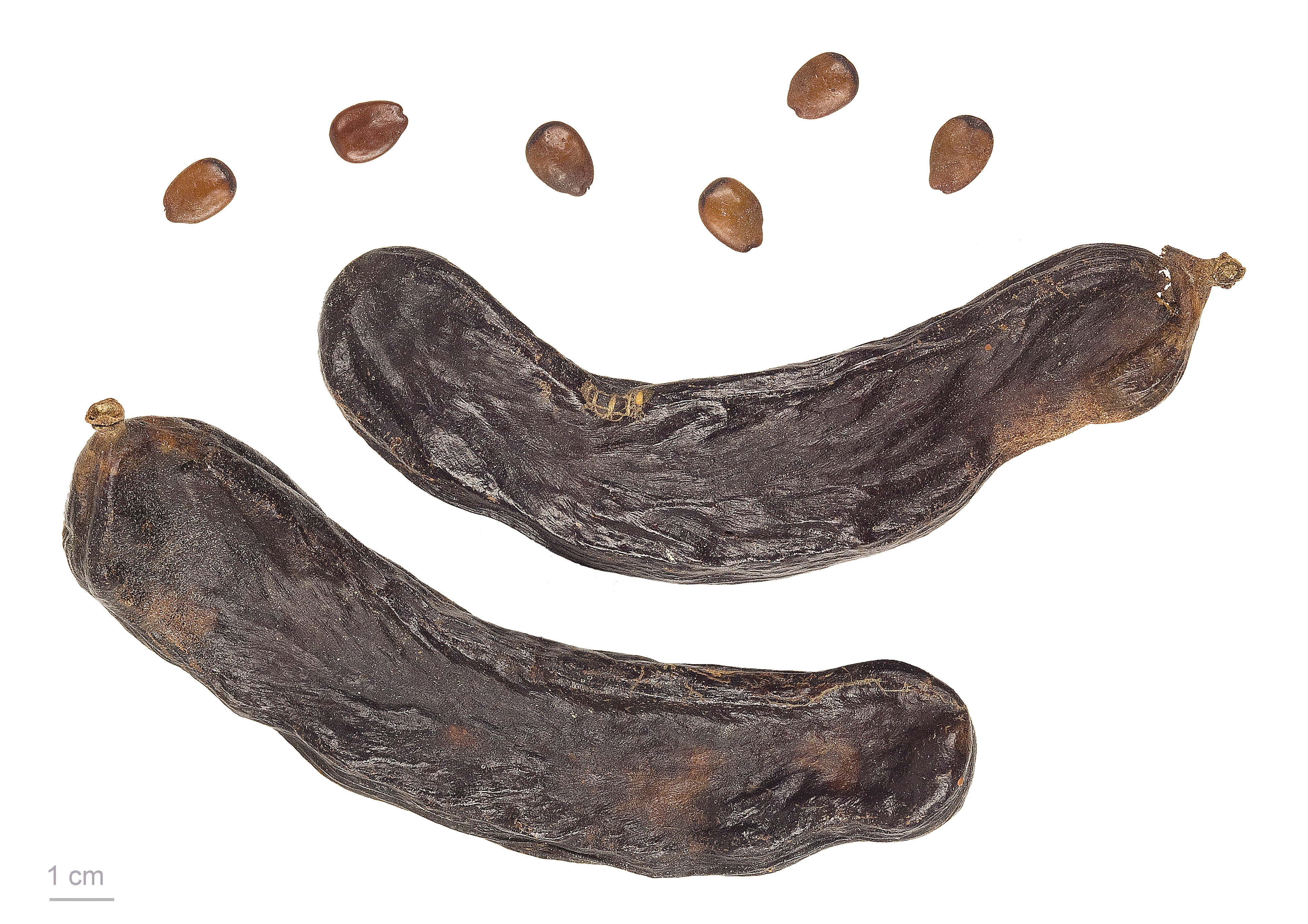
De la garrova o garrofa s'obté el garroví o garrofí, que n’és la llavor, la part més preuada i que s'usa per a l’elaboració de la goma de garrofí (E-410), un emulgent, estabilitzant i espessidor molt emprat en l’elaboració de gelats, cremes, formatges frescos i altres.

Un emulsionant, emulsiu o emulgent, és una substància tensioactiva que s'utilitza per a estabilitzar una emulsió o per a impedir-ne la destrucció.
L'acció d'un emulsionant és doble: d'una banda, redueix la tensió interficial i afavoreix la formació de les gotes de la fase dispersa i, de l'altra, atès que s'absorbeix a la superfície de les gotes de la fase dispersa, redueix la coalescència de les gotes formades. Si l'emulsionant és soluble en la fase polar (com en els sabons de metalls alcalins, l'albúmina o la caseïna), s'estabilitzen les emulsions del tipus O/A, mentre que si és soluble a la fase no polar (com en els sabons de metalls polivalents o el caolí) s'estabilitzen les de tipus A/O. També poden fer d'emulsionants les pólvores insolubles que es mullen particularment bé per ambdues fases, com ara els aluminosilicats. Molts emulsionants tenen altres funcions complementàries: humectant, dispersant, antiescumejant, detergent, modificador de la viscositat, etc.

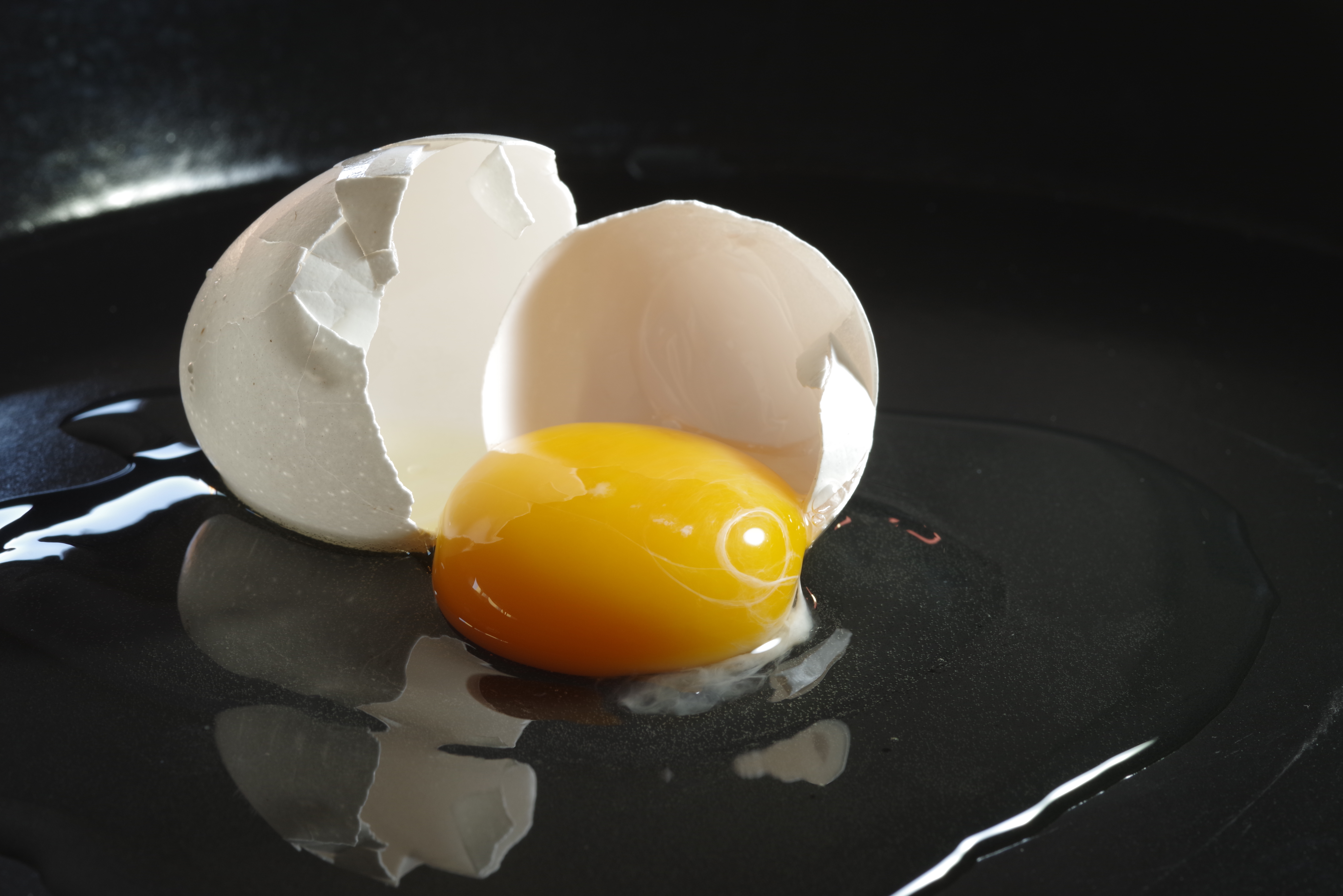
El rovell d'ou conté lecitina que és l'emulsionant emprat en la maionesa.

Els emulsionants s'apliquen en molts productes com ara pintures, cosmètics, productes alimentaris, tints o lubrificants. En el camp alimentari, es fan servir per a estabilitzar productes com salses, gelats, xocolata, productes carnis o margarina. També s'usen per a facilitar la dispersió d'aliments en pols en el moment del seu ús, com, per exemple, en la llet en pols, en preparats solubles de cacau, en salses en pols i en productes similars. Els emulsionants més emprats són els monoèsters d'àcids grassos amb glicerol i la lecitina. Diversos emulgents provenen d'algues, com l'alginat, la carragenina i l'agar-agar. Lecitines, com les que es troben al rovell d'ou, també s'utilitzen com a agents emulsius.

Estructura de la lecitina.

L'estructura bàsica d'un agent emulgent inclou una part hidrofòbica, generalment un àcid gras de cadena llarga, i una part hidrofílica que pot estar carregada o sense carregar. La part hidrofòbica de l'emulgent es dissol en la fase oli, i la part hidrofílica es dissol en la fase aquosa, formant una dispersió de petites gotes d'oli. Així, els emulgents formen i estabilitzen emulsions d'oli en aigua (per exemple, la maionesa), distribueixen uniformement els compostos de sabor solubles en oli en tot el producte, eviten la formació de grans cristalls de gel en productes congelats (per exemple, el gelat) i milloren el volum, la uniformitat i la finesa dels productes de forn.

## Concentració
La concentració de les gotes sovint s'expressa com la fracció en volum de la fase dispersa {\displaystyle \phi }, que és igual al volum de les gotes de la fase dispersa {\displaystyle V_{D}} dividit pel volum total de l'emulsió {\displaystyle V_{E}}, això és: {\textstyle \phi =V_{D}/V_{E}}. En algunes emulsions és més convenient expressar la concentració en fracció en massa de la fase dispersa: {\textstyle \phi _{m}=m_{D}/m_{E}}, on {\displaystyle m_{D}} i {\displaystyle m_{E}} són les masses de la fase dispersa i de l'emulsió, respectivament. Sovint aquestes fraccions s'expressen en percentatge. Ambdues expressions anteriors es relacionen amb les equacions:
{\displaystyle \phi _{m}={\frac {\phi \rho _{2}}{\phi \rho _{2}+(1-\phi )\rho _{1}}}}{\displaystyle \phi ={\frac {\phi _{m}\rho _{1}}{\phi _{m}\rho _{1}+(1-\phi _{m})\rho _{2}}}}
on {\displaystyle \rho _{1}} i {\displaystyle \rho _{2}} són les densitats de la fase contínua i de la fase dispersa, respectivament.